# 中村みな
中村 みな（なかむら みな、1981年3月8日 - ）は、日本の元女性声優。活動当時はオフィスCHKに預かりで所属していた。宮城県仙台市出身。

## 人物
- あだ名は「みなっちょ」。
- 特技はファンスキー[要検証 – ノート]とにしおかすみこのものまね[要出典]。
- 趣味は読書、ドライブ[要出典]、お山に行って現実逃避すること。
- 好きなアーティストは中島みゆき、甲斐バンド。
- 尊敬している人は両親、中尾隆聖[要出典]、飯塚雅弓[要出典]。
- 好きな言葉は「人生送りバント」。
- 声優では野川さくらの大ファンである。
- A&Gアカデミー出身（2期生）[3]。

## エピソード
- 声優を目指すきっかけは、雑誌で野川さくらを見て「こんな奇麗な人が世の中にいるんだ」とミーハー気分で声優に興味を持ったとのこと。2007年9月24日の『野川さくら にゃっほ〜♪ TOUR 2007』名古屋公演にはアルバイト帰りに新幹線で駆けつけ、ライブ会場限定グッズであった「野川さくら等身大抱き枕」を注文した。
- ラジオパーソナリティとしてデビューした『中村みなの超ラジ!Rookie』は、放送開始した2007年3月14日のちょうど1か月前の2月14日に突然60分の生放送担当を内示されたとのこと。当時はA&Gアカデミー第2期在籍中であった。
- あだ名の「みなっちょ」は、2007年3月25日の『東京国際アニメフェア2007』の特別番組で共演した坂祥美が即席で「みなっちょ」と呼び、そのまま定着した。「みなっちょ」の「ちょ」は『超ラジ!』と掛けている。
- 『中村みなの超ラジ!Rookie』の放送中には雨が降るなど、天候不順になることが多かった。2007年4月4日の放送中には東京で季節はずれの雪（霙）が降ったが、番組終了時には回復した。ブログでは自分を雨女と認めている。
- 2007年9月1日に行われた「超ラジ!Rookieフェスティバル」では、にしおかすみこのものまねをしながら自己紹介を行った。
- 『超ラジ!Rookie』1期生の坂祥美とブログを共著している。「ブログを作りたいけど、どうやってアップするのかわからない」と坂に相談したところ、一緒に作ることになった。本人曰く「機械オンチ」、「パソコンで字を打つのに時間がかかる」とのこと。
- 食欲は旺盛で、本人曰く「一年中が食欲の秋」とラジオで話している[出典無効]。『ラジオふるさと便』スタッフとの忘年会では、スープチャーハンを最初は小椀にレンゲで食べていたが、後からどんぶりで挑戦する様子が紹介されていた[4]。
- 2008年3月22日にサラエンターテイメント（後のサラエンタテインメント）が行った「即戦力は君だ！オーディション」に合格し、同年4月から同事務所所属となった。
- 2009年4月よりオフィスCHK所属（預かり）。

## 出演

### インターネットラジオ
- 中村みなの超ラジ!Rookie（2007年、超!A&G+）
- 『東京国際アニメフェア2007』の文化放送ブース内・A&G特設スタジオから放送の特別番組（2007年3月25日、超!A&G+） - 鈴木久美子、坂祥美と共演
- 坂祥美＆中村みなの超ラジ!Rookieフェスティバル（2007年9月1日『超ラジ!フェスティバル #2』公開収録、超!A&G+）
- そん♪Song MUSEUM FUTURE（2007年 - 2008年、超!A&G+）
- 遊ぼう!グリーン2リズム（2007年 - 2008年、UNIQue the RADIO） - ナビゲーター
- 超ラジ!Rookie解散式（2008年3月30日『東京国際アニメフェア2008』公開収録、超!A&G+） - 『超ラジ!Rookie』1期生4人（井澤詩織、吉田沙織、坂祥美、中村みな）によるユニット「MARCH」結成
- 超!A&Gミュージック+（2008年 - 2009年、超!A&G+） - 火曜パーソナリティ
- 超ラジ!Rookieスペシャル!〜GRATITUDE〜（2008年10月11日、超!A&G+）
- 超ラジ!Rookie GRATITUDE（2009年3月21日『東京国際アニメフェア2009』公開収録、超!A&G+）

### ラジオ番組
- ラジオふるさと便（2007年 - 2008年、文化放送） - 「遊ぼう!グリーン2リズム」のコーナーアシスタント

### ビデオパッケージ
- LaQ『東京おもちゃショー2008』上映用プロモーションビデオ（2008年） - お母さん 役[5]

### CD
- GRATITUDE〜超ラジ!Rookie Memorial Songs〜（2008年）

### イベント
- 超ラジ!感謝祭（2008年11月3日『浜松町グリーン・サウンドフェスタ -浜祭-』内） - 上記のCD『GRATITUDE』発売記念ミニライブ

### ゲーム
- 龍が如く3（2009年）